# Jean-Baptiste de Couëtus
Jean-Baptiste René de Couëtus (Nantes, 20 de outubro de 1743 – Challans, 4 de janeiro de 1796), foi um soldado francês e líder monarquista da Guerra da Vendeia.

## Biografia
Jean-Baptiste de Couëtus é filho de Jean-Baptiste René de Couëtus, senhor de Bretaudières, e Marie-Anne de Chardonnay. A sua família é de Campénéac, perto de Ploërmel. Casou-se primeiro com Madeleine Monique Charet de La Frémoire, com quem teve um filho, Jean-Baptiste, e uma filha, Jeanne Louise Sophie Augustine (Sophie). Casou-se então com Marie Gabrielle du Chilleau, irmã do almirante Charles Louis du Chilleau de La Roche, com quem teve uma filha, Céleste Agricole.
Ele foi pajem da Rainha de 1757 a 1760, depois tornou-se oficial do exército real..</ref> Ele juntou-se ao regimento de cavalaria Royal-Étranger em 1763 como corneta.
No início da Revolução Francesa, Couëtus era capitão do 60.º regimento de infantaria. Ele deixou o exército em 1792. O seu filho, Jean-Baptiste, emigrou.
No início da Guerra da Vendeia, os camponeses insurgentes de Saint-Philbert-de-Grand-Lieu colocaram-no à frente em 10 de março de 1793. No dia seguinte, deslocaram-se para Machecoul. Couëtus então lutou ao lado de Charette.
A sua esposa e as duas filhas foram capturadas pelos republicanos em 31 de dezembro de 1793, na Batalha de Bouin. Madame de Couëtus foi guilhotinada em 1 fevereiro de 1794, mas as suas duas filhas escaparam por pouco da morte e foram libertadas em 19  dezembro de 1794 por ordem do representante Albert Ruelle.
Em setembro de 1794, Charette nomeou Couëtus segundo general do seu exército. Ele então cedeu o comando da sua divisão de Saint-Philbert-de-Grand-Lieu para Hyacinthe Hervouët de La Robrie.
Ele acompanhou Charette durante as negociações de paz em La Jaunaye e assinou o tratado em 17 de fevereiro de 1795. Favorável à paz, no entanto, voltou à guerra em junho de 1795, por ordem de Charette.
No início de janeiro de 1796, Couëtus decidiu separar-se de Charette e submeter-se às autoridades republicanas. Em 3 de janeiro de 1796, ele escreveu a um oficial chamado Le Moëlle, próximo dos seus pontos de vista, que estava pronto para reconhecer a República. Ele retirou-se para um castelo perto de Clouzeaux com vários oficiais da Vendeia favoráveis à paz: Pierre Thouzeau, chefe da divisão Bouin, Félix Dubois de La Patellière, chefe da divisão Machecoul, François Pichard, Armand Badereau, Charles Alexis de Lespinay, Jean Rousseau e François Morel, bem como René Monnier, o seu criado. A assembleia foi, no entanto, surpreendida e detida na manhã de 4 de Janeiro por um destacamento republicano. Trazidos de volta a Challans, os prisioneiros foram julgados sumariamente por um conselho militar chefiado por um comissário do Diretório chamado Jacquelin. Couëtus e Thouzeau foram condenados à morte, enquanto Dubois, Badereau, Lespinay e Monnier foram condenados à reclusão até à paz e foram transferidos para Nantes, depois Saumur. Dependendo da versão, Couëtus foi baleado ou morto com baioneta. Em 2013, uma placa foi colocada no local da sua execução, Rua do Caillou Blanc.
Para o historiador Lionel Dumarcet, Couëtus é "um dos protagonistas mais dignos e moderados do trágico teatro da Vendeia".

## Visão contemporânea
M. de Couëtus era o homem mais honesto e gentil da Vendeia; ele teria querido, em todos os momentos, salvar a vida dos infelizes que caíram nas nossas mãos. O seu excesso de confiança pode até ser visto como uma falha. Em vão lhe disseram, na véspera da sua partida, que era imprudente acreditar tão cegamente na palavra do general Gratien. Incapaz de cometer um crime, não lhe ocorreu suspeitar dos seus inimigos..— Pierre-Suzanne Lucas de La Championnière

## Posteridade

### Filmografia
Intérpretes de Jean-Baptiste de Couëtus no cinema ou na televisão:
- Gilles Cohen em Vaincre ou mourir (2023)